# Sint-Antonius van Paduakerk (Winssen)
De Sint-Antonius van Paduakerk is een rooms-katholiek kerkgebouw in Winssen. De kerk werd in 1938 gebouwd in de traditionele stijl van de Delftse School naar ontwerp van architecten J.C. van Buijtenen en F.J. Vervest. Het gebouw is een rijksmonument.

## Geschiedenis
Tussen 1860 en 1863 werd een neogotische kerk naar een ontwerp van C. Weber gebouwd ter vervanging van de oude middeleeuwse kerk. De 15e-eeuwse toren werd hergebruikt. In 1941 werd deze kerk afgebroken, met uitzondering van de toren. De grond werd in gebruik genomen als begraafplaats.
In 1938-1939 is een nieuwe torenloze kerk gebouwd aan de zuidzijde van de Notaris Stephanus Roesstraat op enige afstand van de oude kerk. Er was ook een nieuwe pastorie gepland die met de kerk zou worden verbonden. Dit plan is echter niet gerealiseerd. 
Ten noordoosten van de kerk bevindt zich een bronzen Heilig Hartbeeld met de tekst:

WINSSEN
 AAN 
 CHRISTUS
 KONING

Op 5 januari 2020 is de kerk aan de eredienst onttrokken. Terugloop van het kerkbezoek en financiën noodzaakten het parochiebestuur hiertoe. Het parochiebestuur hoopt dat de kapel kan blijven bestaan en streeft naar een maatschappelijke invulling voor het gebouw.

## Architectuur
De Sint-Antonius van Paduakerk is een driebeukige pseudobasiliek met een kruisvormig bouwplan. Het heeft een driezijdig gesloten priesterkoor en een met zink beklede vieringtoren op de kruising van het schip en dwarsschip. Het heeft traditionalistische vormen. De kerk is gebouwd in baksteen met spaarzame toepassing van decoraties met natuursteen. Het koor is op het oosten georiënteerd. Tegen de noord- en zuidzijde van het koor zijn twee sacristiën gebouwd. Aan de zuidzijde van het koor is nog een hulpsacristie die verbonden is met de eigenlijke sacristie. Linksachter in de kerk bevindt zich de doopkapel. Rechtsachter is een tweede kapel, oorspronkelijk gewijd aan de patroonheilige Antonius van Padua, en in 2016 omgevormd tot Mariakapel.
De kerk heeft geen toren maar een achthoekige dakruiter op een vrij hoge onderbouw met inspringende hoeken. Deze onderbouw is bekleed met zink en aan elke kant voorzien van een wijzerplaat. Het cirkelvormige dak van de dakruiter wordt gedragen door een achttal zuilen. Hierin bevindt zich de klokkenstoel. Op het platte dak van de dakruiter staat op een bolsegment een ijzeren kruis. Alle daken zijn gedekt met leien in maasdekking. Boven de ingang van de kerk aan de westzijde bevindt zich nog een kleine bakstenen klokkenstoel.

## Interieur
Van binnen is de kerk geheel uit baksteen opgetrokken met kolommen van marmer en hardsteen. Een deel van de inventaris zoals de communiebank, de neogotische preekstoel uit 1875, de zijaltaren, kruiswegstaties, het triomfkruis, diverse neogotische (heiligen)beelden en het liturgisch vaatwerk zijn afkomstig uit de in 1941 afgebroken neogotische kerk. Het bankenplan uit de bouwtijd van de kerk is nog aanwezig.
Ook afkomstig uit de oude dorpskerk is het door F.C. Smits gebouwde orgel uit 1844.

## Galerij

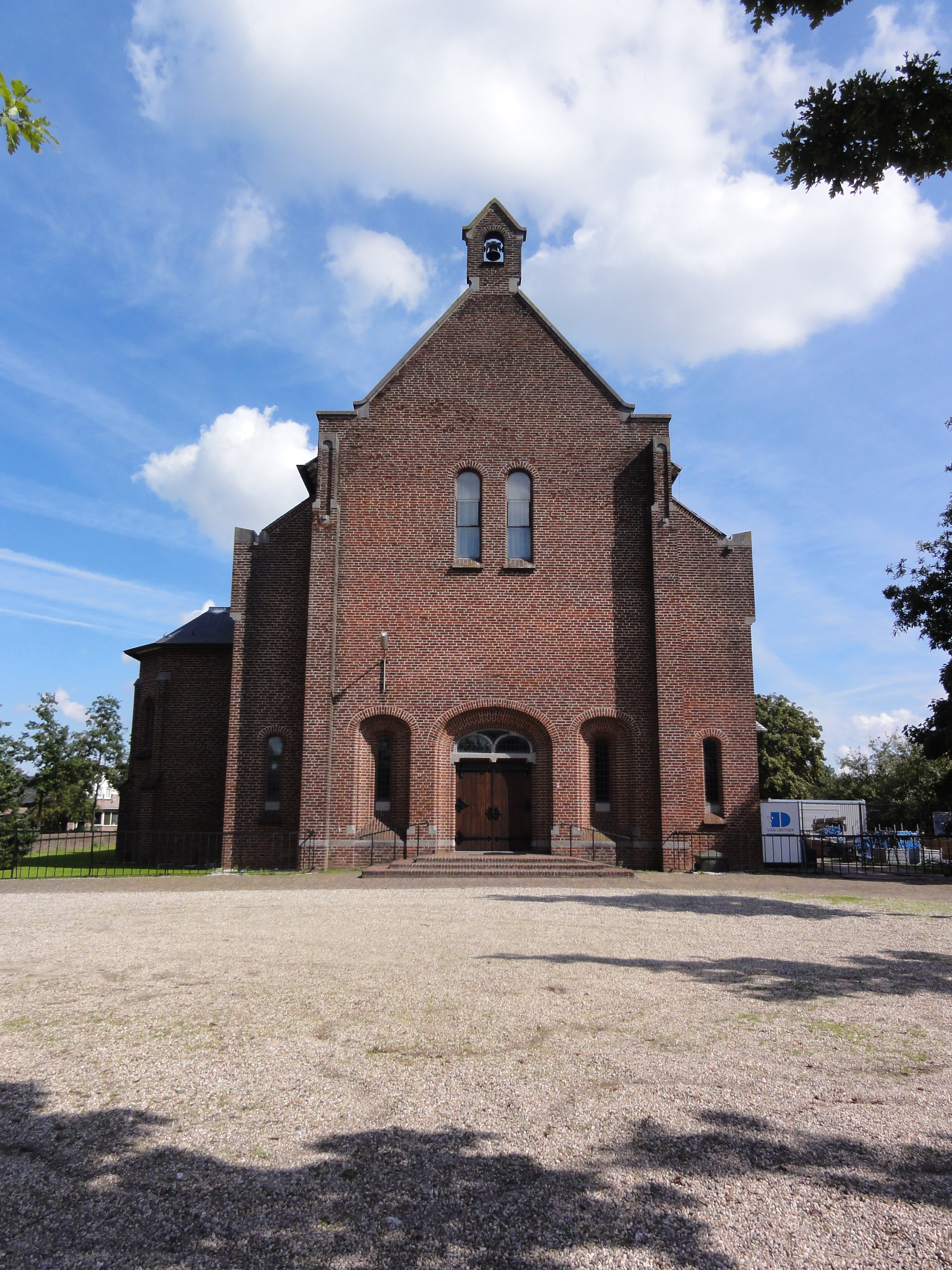
Voorgevel
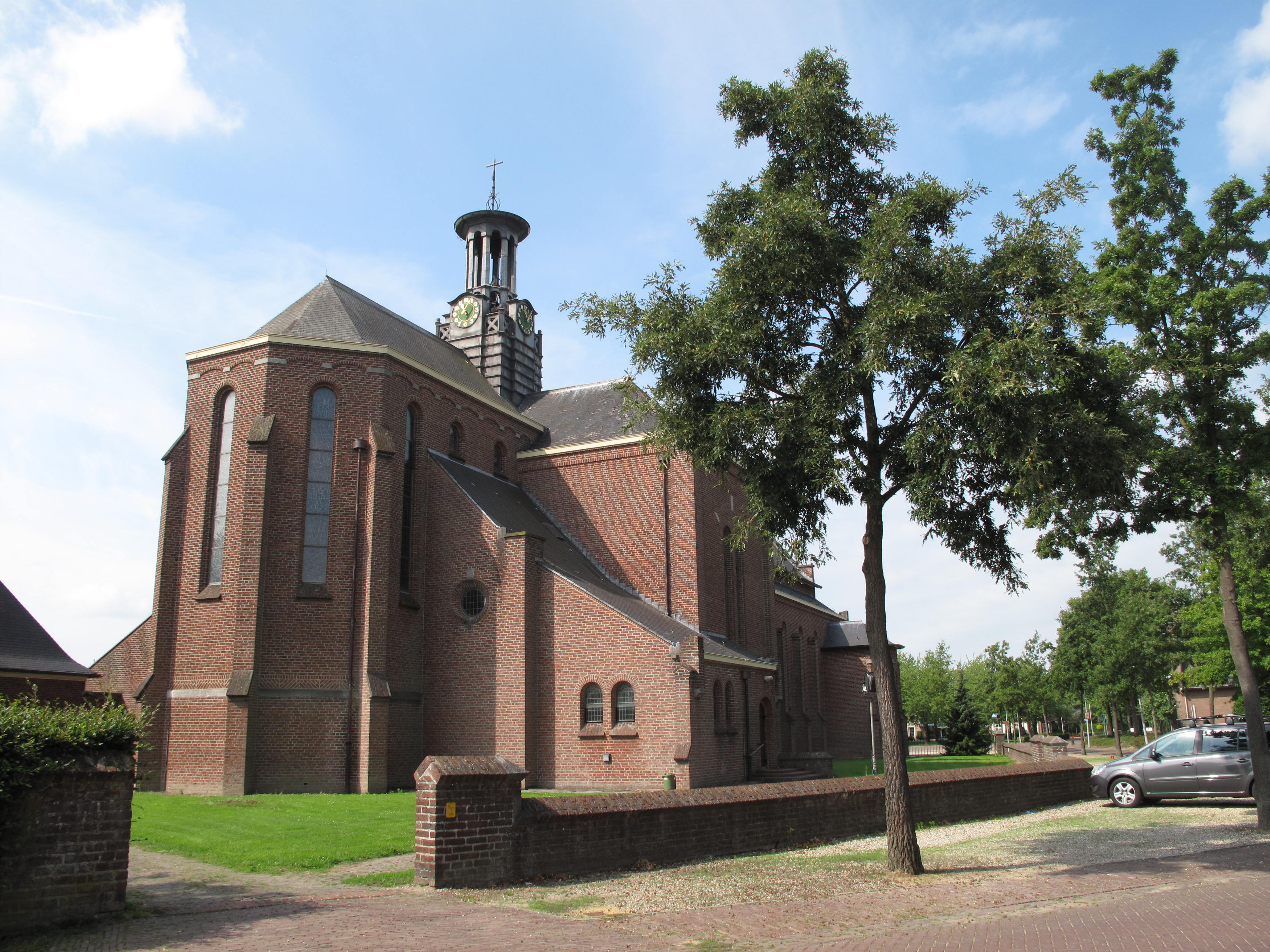
Achtergevel met koor en sacristie
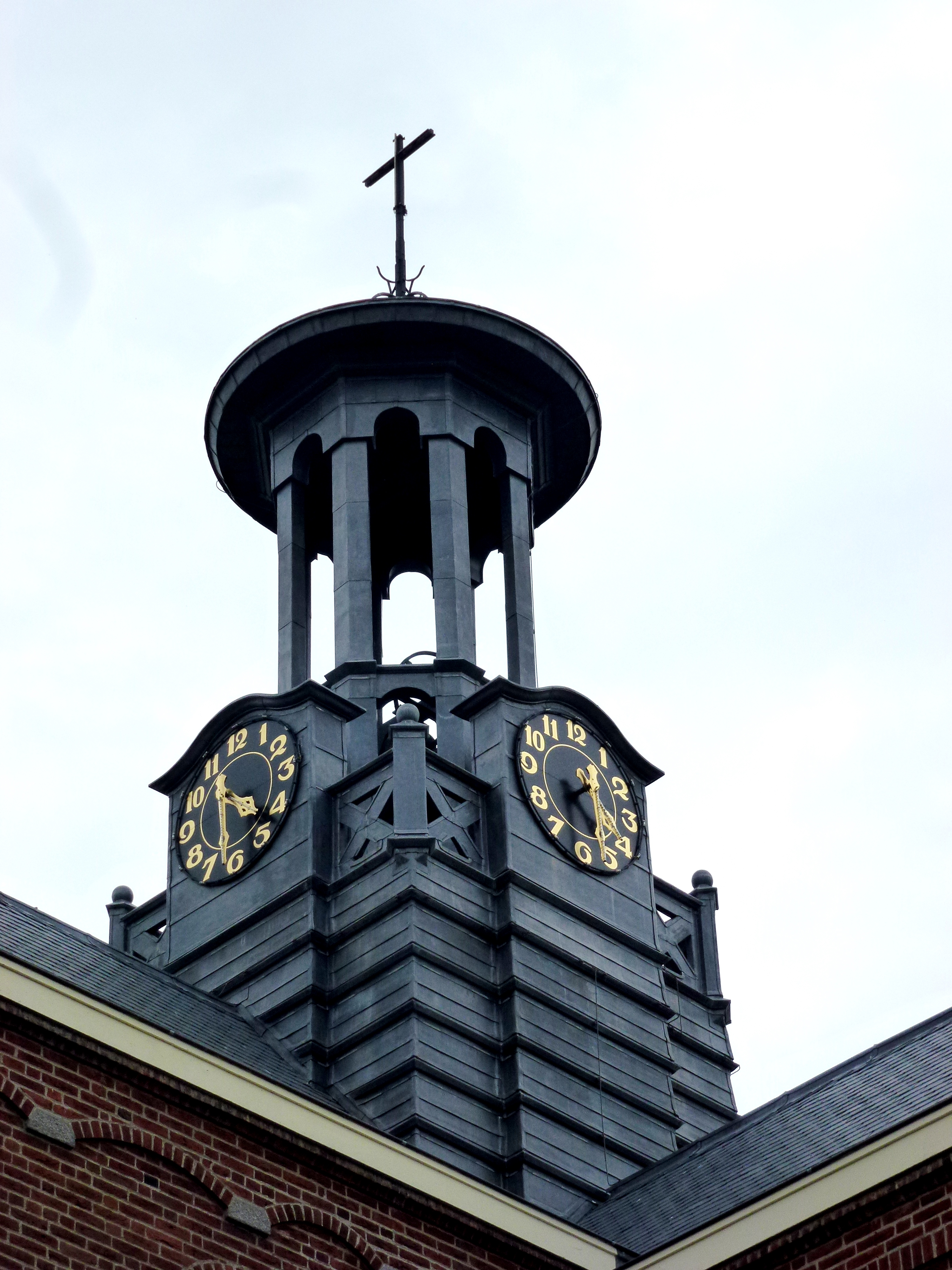
Klok- en uurwerktorentje
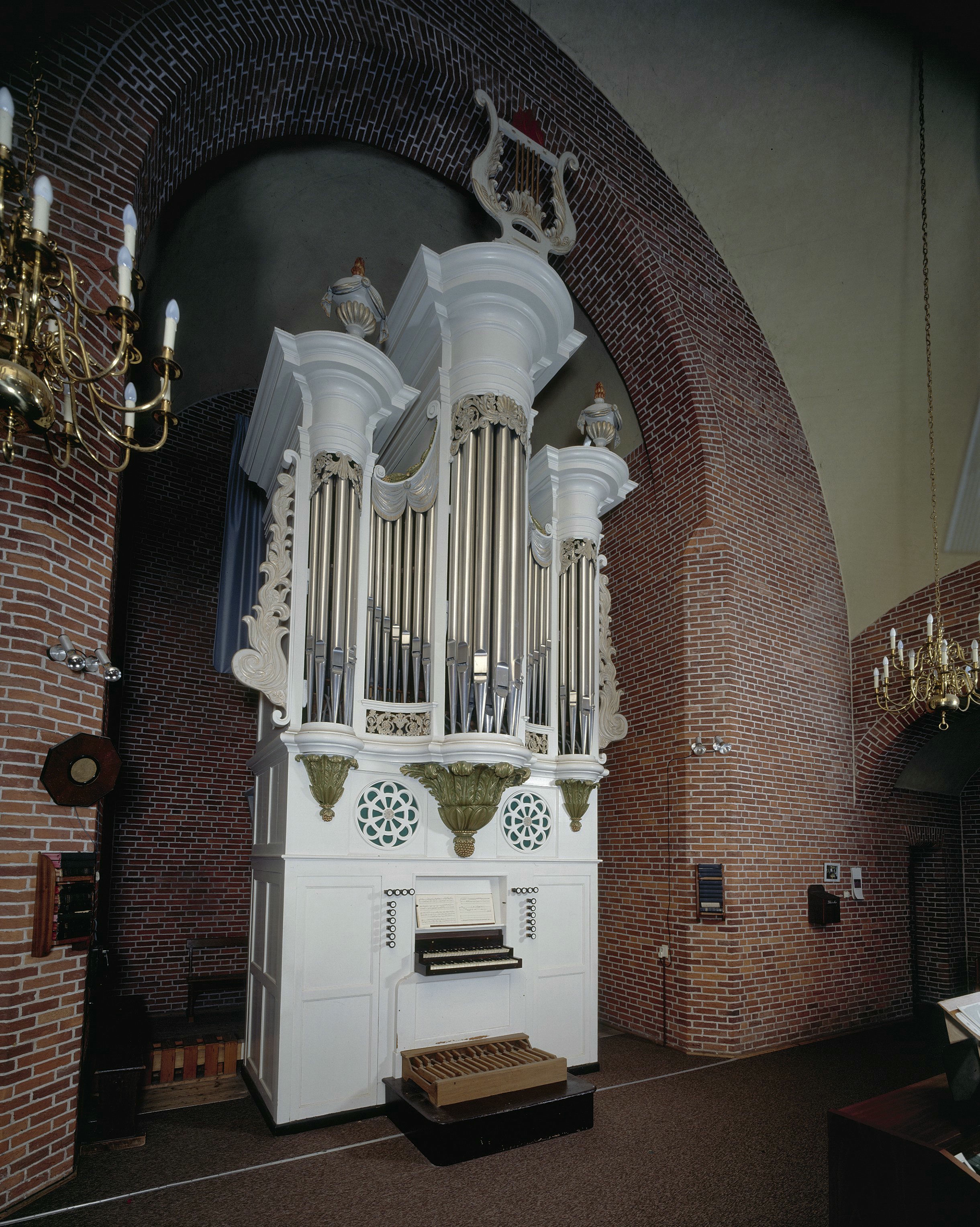
Interieur, aanzicht orgel